# Sebastes saxicola
Sebastes saxicola är en fiskart som först beskrevs av Charles Henry Gilbert, 1890.  Sebastes saxicola ingår i släktet Sebastes och familjen kungsfiskar. Inga underarter finns listade i Catalogue of Life.